# Sascha Hommer

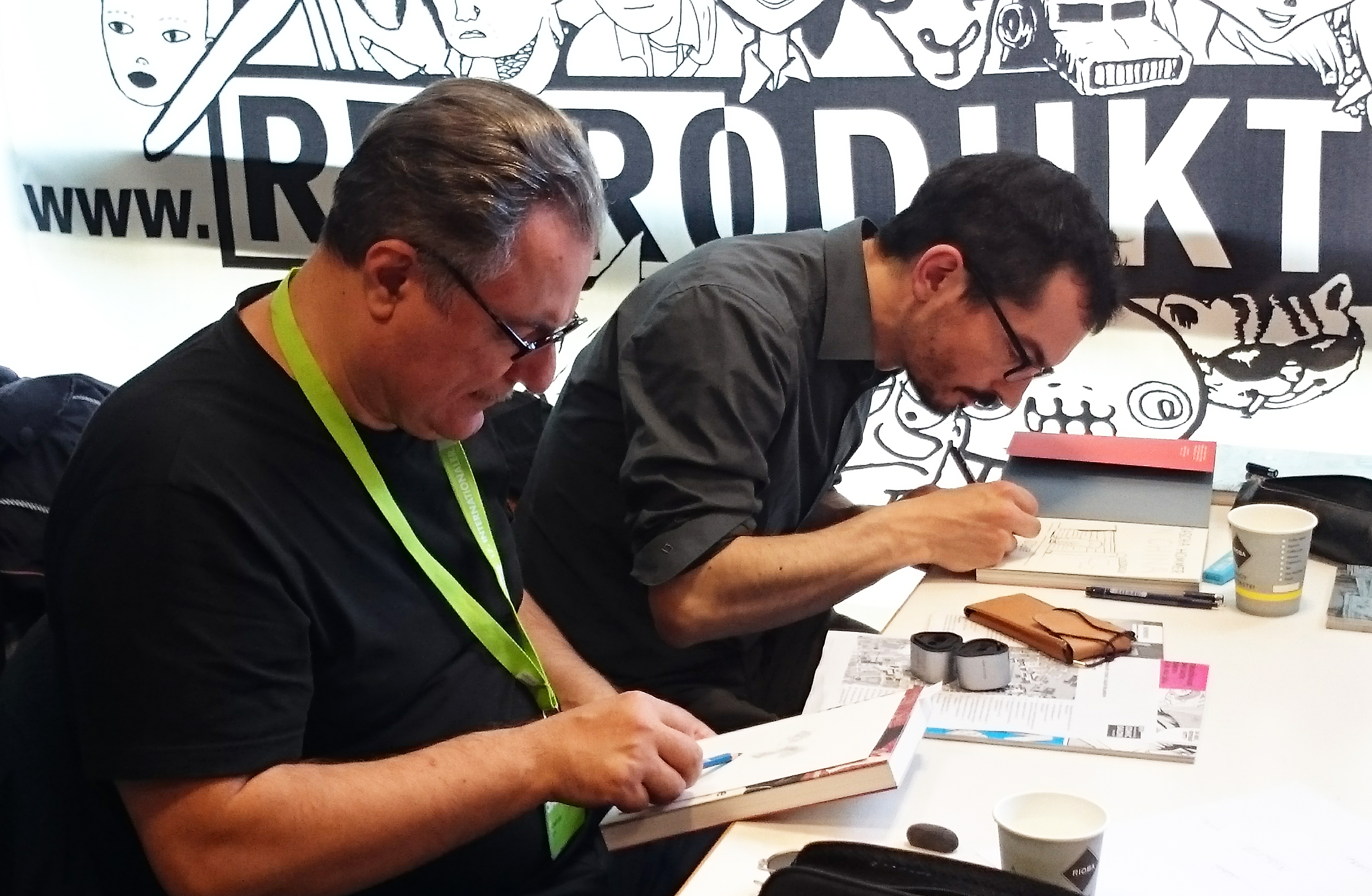
Igort und Sascha Hommer (rechts) bei einer Signierstunde des Reprodukt-Verlags, Comic-Salon Erlangen 2016

Sascha Hommer (* 1979) ist ein deutscher Comiczeichner. Bis zum Jahr 2005 finden sich auch Veröffentlichungen unter dem Pseudonym Pascal D. Bohr. Er lebt und arbeitet in Hamburg.

## Biografie
Sascha Hommer wurde 1979 im Schwarzwald geboren und wuchs dort auf. Durch das Lesen von Asterix wurde er inspiriert, selbst Comics zu zeichnen. Ab 2001 studierte er an der Hochschule für Angewandte Wissenschaften Hamburg, unter anderem bei Anke Feuchtenberger, brach das Studium jedoch später ab. Während des Studiums gründete er 2003 gemeinsam mit Arne Bellstorf die Comic-Anthologie Orang, deren zehnte und letzte Ausgabe 2013 erschien. Zwischen 2004 und 2008 betrieb er gemeinsam mit Bellstorf den Verlag Kiki Post. 2005 gründete er gemeinsam mit Heiner Fischer das Comicfestival Hamburg, für das er bis heute tätig ist. Hommer ist neben seinen künstlerischen Projekten vor allem in der Lehre tätig.
Für verschiedene Anthologien zeichnete er kurze Werke, unter anderem für Klassenfahrt (2005, Reprodukt), Flitter (Avant Verlag) und Panik Elektro (Schwarzer Turm) sowie zahlreiche Comics für Orang. Mehrfach fungierte er als Herausgeber für Ausgaben des alternativen Comicmagazins STRAPAZIN. Gemeinsam mit Jan-Frederik Bandel edierte er 2007 ein Dossier zum Thema Comic für das Literaturmagazin Schreibheft, 2014 erschien bei Reprodukt eine gemeinsam mit Kalle Hakola zusammengestellte Sammlung finnischer Comics. Mehrere von Hommer geleitete Workshopprojekte mündeten in Publikationen, darunter Redrawing Stories from the Past (2016 und 2019, Kuš!) sowie Alphabet des Ankommens (2017, Bundeszentrale für politische Bildung).
Im April 2006 ist beim Berliner Verlag Reprodukt sein erstes Buch veröffentlicht worden. Die als Insekt betitelte, 128 Seiten umfassende Comicerzählung spielt in einer Stadt, die von einem eigenartigen Nebel gezeichnet ist. Außerhalb der Stadt ist kein Nebel; dort leben die in der Stadt einen schlechten Ruf habenden „Insekten“. Der Junge Pascal lebt gemeinsam mit seinen Eltern in der Stadt und wegen des Nebels bleibt unerkannt, dass er ein Insekt ist. Als sein Anderssein zum Vorschein kommt, wird er von seinen Mitschülern tyrannisiert, sodass er schließlich zu Verwandten außerhalb der Stadt zieht. Insekt wurde von Kritikern überaus positiv aufgenommen und erschien auch in Spanien, Frankreich und Polen.
2009 erschien bei Reprodukt die Erzählung Vier Augen. Das autobiographische Buch behandelt Themen wie Drogenmissbrauch, Essstörungen sowie das Aufwachsen in der süddeutschen Provinz. Vier Augen erschien auch in Frankreich und Polen.
Gemeinsam mit Jan-Frederik Bandel veröffentlichte Sascha Hommer 2007 bis 2009 einen täglichen Comicstrip mit dem Titel Im Museum in der Frankfurter Rundschau. Die Strips wurden 2008 und 2010 in Sammelbänden bei Reprodukt aufgelegt und 2017 in einem einzelnen Band auf Französisch veröffentlicht.
2011 erschien bei Reprodukt unter dem Titel Dri Chinisin eine Sammlung von Literaturadaptionen. Die sechs enthaltenen Adaptionen sind allesamt Umsetzungen von Kurzgeschichten der deutschen Autorin Brigitte Kronauer. Dri Chinisin erschien auch in Frankreich.
2012 illustrierte er als Gastkünstler eine Ausgabe des österreichischen Magazins Quart.
2014 erschien mit der dritten Ausgabe der Publikation Frontier eine Sammlung von Kurzgeschichten in Nordamerika.
2016 erschien bei Reprodukt In China, für den Hommer Eindrücke und Gedanken seiner eigenen Chinareise verarbeitete. Das Buch wurde auch in Frankreich aufgelegt.

## Stil
Hommers meist in schwarzweißen Bildern gehaltener Zeichenstil ist klar und wenig detailreich. Dialoge und Texte sind reduziert; die meisten Panels kommen ganz ohne Text aus. Die Figuren sind unschuldig gezeichnet, mit überproportional gestalteten Köpfen. Im Tagesspiegel verglich Lars von Törne Hommers Stil mit Chris Ware, Chester Brown und Arne Bellstorf. Er meinte auch: „Der Stil wirkt auf den ersten Blick niedlich und cartoonhaft, das macht die schonungslose Geschichte umso bewegender.“
Wiederkehrende Themen in seinen Werken sind Gewalt unter Jugendlichen und Ausgrenzung. Er meinte dazu in einem Interview mit der Welt: „Loser sind immer interessant; man liest eben gern, dass es anderen schlecht geht. Das war schon bei Charlie Brown so.“ Seine Comics sind mit sozialkritischen Motiven und der Veröffentlichung bei Independent-Verlagen abseits des Mainstreams einzuordnen.

## Werke (Auswahl)
- Orang, 2002 bis 2013.
- Insekt, 2006.
- Das neue Heim, 2006.
- Telefon, 2006.
- Im Museum: Die Treppe zum Himmel (zusammen mit Jan-Frederik Bandel), 2008.
- Vier Augen. 2009[7]
- Im Museum: Archive des Zerfalls (zusammen mit Jan-Frederik Bandel), 2010.
- mit Kalle Hakola, übersetzt von Elina Kritzokat: Comic Atlas Finnland, Reprodukt Verlag, Berlin 2014, ISBN 978-3-943143-83-6.
- In China. Reprodukt Verlag, Berlin 2016, ISBN 978-3-95640-057-5.
- Spinnenwald, Reprodukt Verlag, Berlin 2019, ISBN 978-3-95640-200-5.
- Das kalte Herz, Reprodukt Verlag, Berlin 2024, ISBN 978-3-95640-426-9.